# Dietmar Stutzer
Dietmar Stutzer (geb. um 1953) ist ein deutscher Neuzeithistoriker, Heimatforscher und Sachbuchautor.

## Leben
Dietmar Stutzer debütierte 1972 in München als Buchautor mit dem Roman Der rätselhafte Tod des Raimund W.. Er studierte an der Technischen Universität München, Fakultät Landwirtschaft und Obstbau, und schloss sie 1974 mit der Hochschulschrift Die Eichendorff’schen Güter in Oberschlesien und Mähren. Betriebsgeschichte, Betriebsaufbau und Ursachen ihres Zusammenbruches (1630 – 1831) ab. Das Studium an der Ludwig-Maximilians-Universität München beendete er 1983 mit der Dissertationsschrift Die landständischen Klöster und Kollegiatstifte Bayerns und der Oberpfalz, ihr wirtschaftlicher Besitz und ihre Sozialverhältnisse zur Zeit der Säkularsation 1803 und promovierte zum Doktor. 1986 erschien die Dissertationsschrift als 390-Seiten-Monografie unter dem Titel Klöster als Arbeitgeber um 1800. Die bayerischen Klöster als Unternehmenseinheiten und ihre Sozialsysteme zur Zeit der Säkularisation 1803 im Verlag Vandenhoeck & Ruprecht in Göttingen. Nach dem Studium zog er nach Grafrath, rund 30 km  westlich von München aus, um. Es folgten einschlägige Publikationen und Aufsätze über die Geschichte Bayerns, Bauernstand, Säkularisation in Bayern 1803, Agrargeschichte sowie die Tiroler Aufstandsbewegung von 1809 angeführt vom Andreas Hofer.

## Veröffentlichungen (Auswahl)

### Romane
- Der rätselhafte Tod des Raimund W.. L. Staackmann Verlag KG, München 1972, ISBN 978-3-920897-52-3
- Appassionata. Books on Demand, Norderstedt 2010, ISBN 978-3-8391-5752-7

### Sachbücher
- Die Eichendorff’schen Güter in Oberschlesien und Mähren. Betriebsgeschichte, Betriebsaufbau und Ursachen ihres Zusammenbruches (1630 – 1831). Hochschulschrift Technische Universität München, Fakultät für Landwirtschaft und Gartenbau, Dissertation 1974 DNB 751150541
- Wohl gewachsen, munter von Gebärden. Leben in Churbaiern. Verlag Rosenheimer, Rosenheim 1979, ISBN 978-3-475-52273-4
- Weingüter bayerischer Prälatenklöster in Südtirol. Verlag Rosenheimer, Rosenheim 1980, ISBN 978-3-475-52308-3
- Klöster als Arbeitgeber um 1800. Die bayerischen Klöster als Unternehmenseinheiten und ihre Sozialsysteme zur Zeit der Säkularisation 1803 (= Schriftenreihe der Historischen Kommission bei der Bayerischen Akademie der Wissenschaften, Band 28). Zugleich: Universität München, Dissertation 1983 unter dem Titel: Stutzer, Dietmar: Die landständischen Klöster und Kollegiatstifte Bayerns und der Oberpfalz, ihr wirtschaftlicher Besitz und ihre Sozialverhältnisse zur Zeit der Säkularsation 1803. Vandenhoeck und Ruprecht, Göttingen 1986, ISBN 978-3-525-35927-3
- mit Alois Fink: Die irdische und die himmlische Wies. Verlag Rosenheimer, Rosenheim 1982, ISBN 978-3-475-52355-7
- Andreas Hofer und die Bayern in Tirol. Verlag Rosenheimer, Rosenheim 1983, ISBN 978-3-475-52401-1
- Geschichte des Bauernstandes in Bayern. Süddeutscher Verlag, München 1988, ISBN 978-3-7991-6295-1
- Altes Handwerk in Bayern. Arbeit und Technik vom 8. bis ins 19. Jahrhundert. Verlag Stöppel, Weilheim 1988, ISBN 978-3-89306-602-5
- Die Latrinenrepublik. Der Verfall der politischen Sitten in der Bundesrepublik Deutschland. Facta Oblita Verlag, München 1988, ISBN 978-3-926827-09-8
- Wirtschaftsunion Europa. Der Binnenmarkt 1992 und seine Folgen. Facta Oblita Verlag, Hamburg 1989, ISBN 978-3-926827-17-3
- Die Säkularisation 1803. Der Sturm auf Bayerns Kirchen und Köster. Verlag Rosenheimer, Rosenheim 1990, ISBN 978-3-475-52237-6 ← dritte erweiterte Auflage
- … das Erdreich gesegnet mit Garben, Zugvieh und Herden. Eine kleine Geschichte der Nutztiere in Bayern (= Hefte zur bayerischen Geschichte und Kultur, Band 36). Haus der Bayerischen Geschichte, Augsburg 2007, ISBN 978-3-937974-16-3

### Aufsätze
- Der Wirtschaftsbesitz des Klosters Fürstenfeld zur Zeit der Säkularisation 1803. In: Amperland. Band 13, 1977, S. 252–254 (Digitalisat).
- Die Lohn- und Sozialverhältnisse bei den Arbeitnehmern des Klosters Fürstenfeld. In: Amperland. Band 13, 1977, S. 257–259 (Digitalisat).
- Der Konkurs des Klosters Wiehenstephan 1802. In: Amperland. Band 15, 1979, S. 403–406 (Digitalisat).
- Zur Geschichte der Bodennutzung in Bayern. In: Laufener Spezialbeiträge und Laufener Seminarbeiträge. Band 10, 1981, S. 7–11 (zobodat.at [PDF]).
- Wünsche und Anforderungen an die Hugenotten-Forschung. Manuskript, 11 Seiten, Grafrath 1983 (Digitalisat).
- Kloster Aldersbach. Das Zisterzienserkloster Aldersbach und seine Grund- und Gerichtsherrschaft. In: Festschrift 1250 Jahre Aldersbach. 1985, S. 46–64 (Digitalisat).
- Schlesiens Wirtschaft in Geschichte und Gegenwart. In: Heinrich Trierenberg: Reiseführer Schlesien. Im Auftrag der Stiftung Kulturwerk Schlesien. Bergstadtverlag Wilhelm Gottlieb Korn, Würzburg 1987, ISBN 978-3-87057-114-6, S. 40–47